# Csenta
La csenta (termine originario dal piemontese che significa torta) è un tipico dolce della provincia di Vercelli, anche se la ricetta autentica per eccellenza appartiene alla tradizione del paese di Palazzolo Vercellese, che si trova a circa 24 km sud-ovest rispetto alla città di Vercelli.

## Storia[1]
Da quanto raccontano le fonti scritte ritrovate in Palazzolo durante il corso dei secoli, le origini della csenta si possono collocare già verso l'ultima parte del Medioevo, quando i forni presenti in paese erano riforniti delle materie prime necessarie alla creazione di questa torta tipica.

## La ricetta originaria
La ricetta originaria di questo dolce, quella più antica, è legata a ingredienti semplici e di facile acquisto, cosa molto scontata oggi per via dei moderni negozi e supermercati, ma altrettanto così per il passato. Fra le materie prime principali, per via dell'importanza del gusto finale, vi è lo strutto di maiale, il quale un tempo non si acquistava perché nelle proprie case ogni famiglia aveva a disposizione un maiale, da cui trarre carne e grasso. Oltre allo strutto, la ricetta da "manuale" per fare una torta di dimensioni normali prevede come base la pasta frolla unita ad aromi. Il tutto disposto in una teglia e messo a cuocere in forno.
Attualmente, al posto dello strutto, per via della digeribilità, si utilizza il burro o la margarina.

## La tradizione di Palazzolo Vercellese
Essendo un dolce tipico del paese di Palazzolo Vercellese, ogni anno, per tradizione all'ultima domenica di ottobre, si organizza la Festa di fine raccolto, per ringraziare Dio per il buon raccolto del riso ma anche per l'anno lavorativo concluso. Dopo una  processione per le vie del borgo, avviene L'incanto delle torte: ogni agricoltore devolve un'offerta in denaro alla parrocchia e in cambio riceve una tradizionale csenta.